# Бочаји
Бочаји (словен. Bočaji, итал. Bocciai је насељено место у општини Копар у покрајини Приморска која припада Обално-Крашкој регији у Републици Словенији.

## Географија
Насеље се налази на надморској висини од 320 m, а протеже се на површини од 1,76 km². Становништво је углавмом запослено у услужним делатностима у оближњем Копру, а као допунским занимањем углавном се бави пољопривредом. Бочаји су позназти по успешном виноградарству и маслинарству.

## Историја
Први помен презимена Бочај датира из 1635. када се у тршћанској епархији помиње Јохан Бочај духовник из Трушке. Теорија о настанку насеља има dве варијанте. По првој, духовник Јохан Бочај је новајлија који је са својим сродницима основао Бочаје. Друга мање вероватна да је духовник од раније био ту и одатле наставио даље. Без обзира која је варијанта тачна становници су носили презиме Бочај. Касније се у Бочају појавило презиме Ловречич. Друга презимена су резултат имиграције у 18. и 19. веку.

## Становништво
По попису становништва 2011. године, Бочај је имао 24 становника.
| Број становника по пописима | Број становника по пописима | Број становника по пописима |
| --------------------------- | --------------------------- | --------------------------- |
| 1991                        | 2002                        | 2011                        |
| 21                          | 27                          | 24                          |

У последњих 30 година становници Бочаја су били дуговечни, умирали су у доби од 80 до 95 година.